# ایوار یوانسون
ایوار یوانسون (به سوئدی: Ivar Johansson) ورزشکار مرد رشتهٔ کشتی اهل کشور سوئد است. وی در بین سال‌های ‎۱۹۳۲ تا ۱۹۳۶ میلادی در مسابقات بازی‌های المپیک تابستانی در مجموع ۳ مدال طلا را کسب کرد.